# École de philosophie

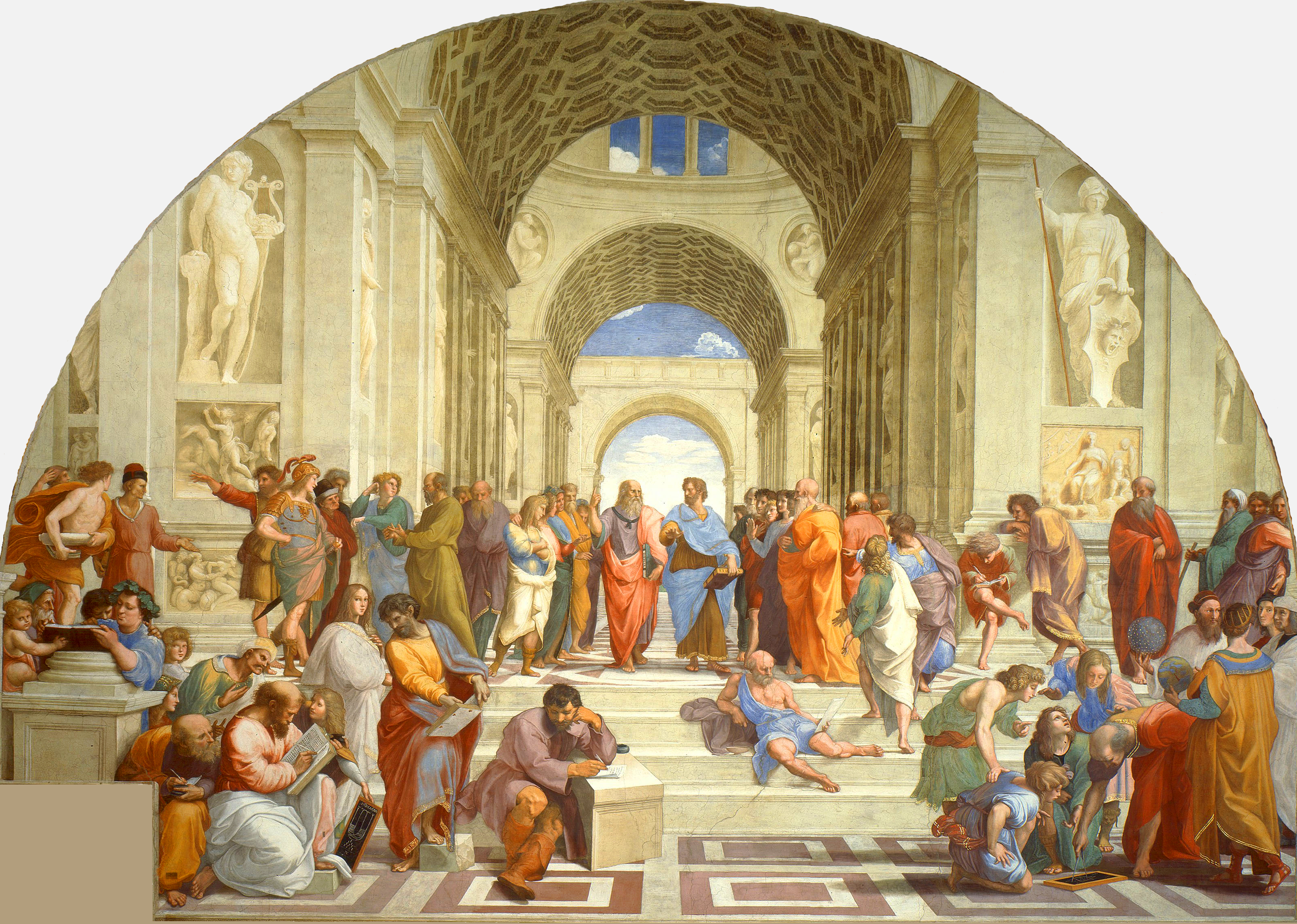
L'école d'Athènes - fresque.

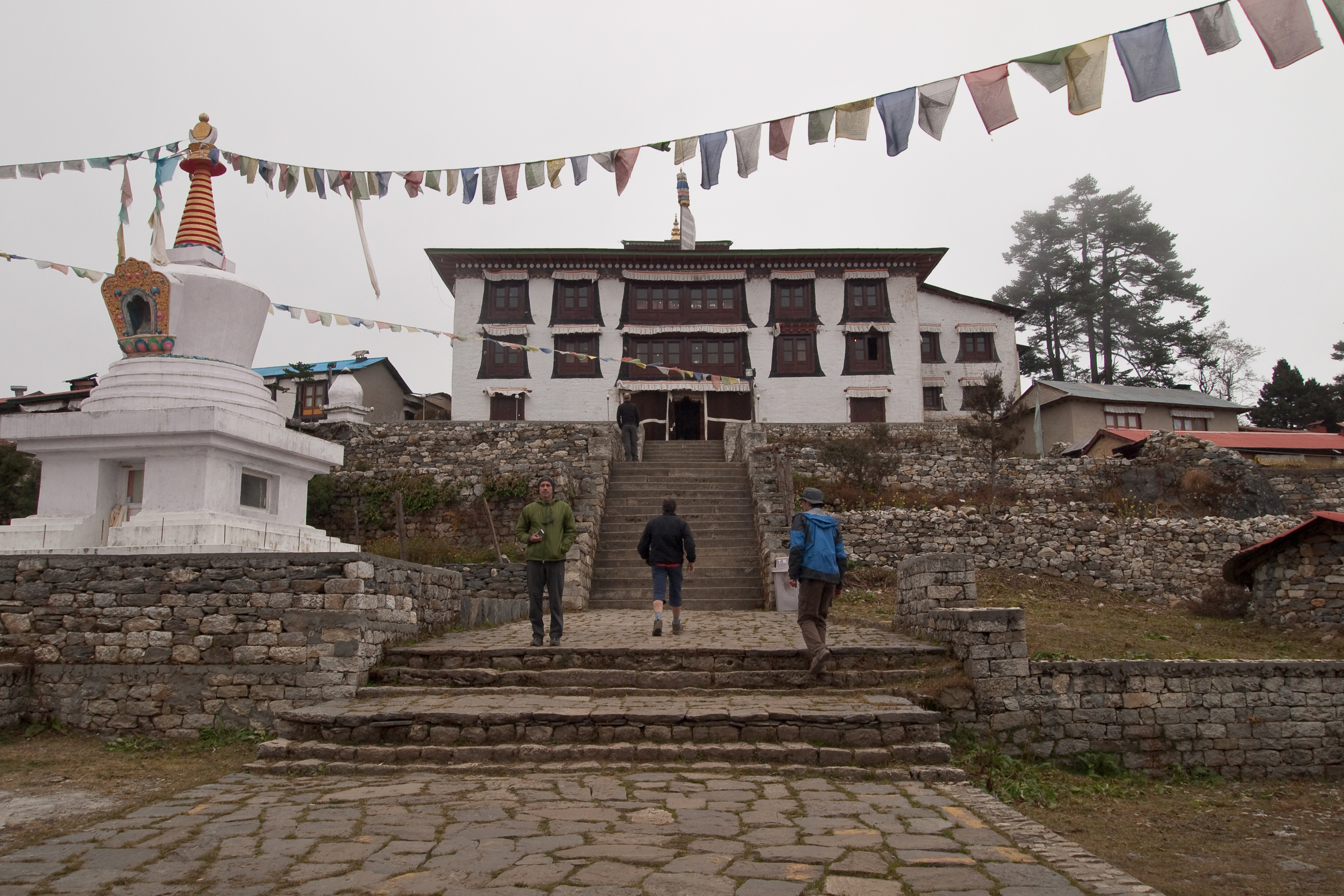
Tibetan Buddhist Monastery, Nepal.

Dans la tradition philosophique, il existe des écoles de pensée dites écoles de philosophie et «des Écoles de philosophie»  fonctionnant comme de véritables institutions éducatives, avec des maîtres, des élèves, des traditions, et parfois des bâtiments spécifiques et concevant la philosophie avant tout  comme un mode de vie. La vocation des pratiquants est de tendre vers la sagesse et de partager un art de vivre en accord avec la pensée et le discours philosophique. Dans l'antiquité grecque et à différentes époques, des philosophes se définissant comme des amoureux de la Sagesse (Philo-Sophia), se sont associés et ont fondé des écoles visant à atteindre une cohérence entre leur doctrine, leurs pratiques d'exercices spirituels et le partage d'un mode de vie dans un cadre formant une école de vie s'inscrivant dans la durée,.

## Caractérisation de l'entité «École de Philosophie»
Par extension et à partir du Moyen Âge, des courants de pensée et philosophiques conventionnels ont été nommés « écoles » sans détenir ni cadre de vie partagé ni pratiques orientées vers une finalité d'évolution spirituelle, elles ne seront pas abordées dans cet article car il s'agit d'un changement de nature et comme le soulignait Hegel : 
La philosophie n'est plus exercée comme un art privé, mais elle a une existence officielle qui concerne le public, et principalement ou exclusivement dédiée au service de l'État. 
Certaines écoles de l'Antiquité aujourd’hui disparues font cependant encore référence telles l'Académie d'Athènes fondée par Platon ou le Lycée d'Aristote dont les noms sont restés à la postérité.
Depuis les présocratiques et jusqu’au christianisme, la philosophie procédait d'un choix de vie, d'une vision de la vie humaine et du monde, d'une volonté de partager une ascèse et un art de vie comme voie conduisant vers la sagesse. La philosophie universitaire s'est éloignée de ce modèle en s’intéressant principalement à l'histoire des systèmes de pensée et aux doctrines théoriques.
À partir du XIXe siècle, la redécouverte par l'occident de la philosophie orientale et d'écoles ou communautés partageant cette même finalité de sagesse, a redynamisé l'intérêt pour ces institutions et cette approche de l'exercice de la philosophie telle qu'elle était pratiquée dans l'Antiquité et chose maintenant reconnue depuis les travaux de Pierre Hadot qui font office de référence. En prenant comme modèle les écoles de la période hellénistique, les éléments suivants se retrouvent de façon plus ou moins développée qui permettent de former institution et d'assurer une pérennité dans le temps au-delà de celle de son fondateur même s'il continue de faire référence :
- un chef d'école et des disciples ;
- une doctrine et un enseignement ;
- des pratiques et un mode de vie, c'est-à-dire une éthique ;
- une personnalité juridique répondant au droit d'association ;
- un lieu de réunion et d'enseignement ;
- une large ouverture au public contre une cotisation modérée, les enseignants ne recevant pas d'honoraire (contrairement aux sophistes) ;
- une pédagogie avec différents niveaux allant des simples auditeurs aux vrais disciples partageant un mode et des temps de vie avec le maître ;
- un partage des charges et des responsabilités organisationnelles.

Pierre Hadot reconnaît que l’on trouve à travers l’histoire de la philosophie certains mouvements et certains individus qui tentent de la faire survivre dans sa conception antique. Boèce de Dacie par exemple, aux XIIIe et XIVe siècles, en commentant Aristote, considère que la fin de l’homme est de vivre selon l’Intellect. Au XIVe siècle encore, Pétrarque refuse d’appeler philosophes ceux qui n’exercent pas ce qu’ils professent : « il est plus important de vouloir le bien que de connaître la vérité », déclare-t-il. À la Renaissance, épicurisme, stoïcisme, platonisme et scepticisme connaissent un renouveau. Si l’on en juge ses écrits, Montaigne a par exemple vécu en stoïcien, puis en sceptique, pour finir sa vie en épicurien, pour lui :« La philosophie est la science qui nous apprend à vivre  ». Au siècle des Lumières, Kant défend un usage pratique de la raison spéculative, il préfère répondre à la question du « que faut-il faire ? » plutôt qu’à celle du « que puis-je savoir ? ».
Pierre Hadot rejoint Kant sur ce point en constatant que notre discours est influencé par notre pratique et que, c’est seulement après ce mouvement initial, que la pratique peut être influencée à son tour par le discours, dans un enchaînement d’influences réciproques. Ainsi volonté et intelligence dialoguent pour répondre à la question du « comment vivre ? ». Il y a un primat de la raison pratique sur la raison théorique s'exprimant par la faculté de juger, médiatrice entre la raison théorique, qui s'occupe des lois de la nature (Critique de la raison pure) et la raison pratique. La réflexion philosophique est motivée et dirigée par ‘’ce qui intéresse la raison’’ c’est-à-dire par  le choix d’un mode de vie. Cette constatation va amener Pierre Hadot à revoir complètement la méthodologie de l’analyse des œuvres de philosophie Antique.[réf. souhaitée].

## Pédagogie - Doctrine - Finalités

### La philosophie comme une manière de vivre, un art de vie
Le but de la philosophie est d'abord de permettre aux hommes de bien vivre, de supporter les troubles, les maux de l'existence, et de les dépasser, de viser l'idéal du sage antique ou oriental,. La pédagogie est orientée en ce sens avec des enseignements et une doctrine accessible à tous via les cours, ouvrages, conférences publiques et des enseignements oraux réservés aux disciples pratiquants, que l'on peut appeler des enseignements ésotériques c'est-à-dire internes,.

### Une philosophie transformatrice
La finalité est de transformer la vie humaine et non pas seulement de la connaître, c'est intervenir, agir et choisir en conscience. Selon Pierre Hadot, la philosophie a peu à peu oublié cette vocation pratique reprise pas la religion ; elle serait devenue essentiellement théorique et, seuls, quelques philosophes comme Montaigne, Nietzsche, Bergson, Wittgenstein ont retrouvé cette visée transformatrice de la philosophie.

### Un rapport au savoir qui a conscience de son ignorance fondamentale
Autre caractéristique et définition du philosophe rappelée par Platon dans Le Banquet est l'ignorance socratique, le son non-savoir conscient, le philosophe ne sait rien mais connait son ignorance contrairement aux autres citoyens d'Athènes. Le savoir ne peut non plus « couler d'une tête pleine vers une tête vide» mais doit être conquis par chacun.
La pratique philosophie instaure alors un autre rapport au savoir, sans absolu ni dogmatisme. L’état d'esprit de questionnement et de faillibilité présent dans une école constitue un prérequis à voir et pointer les erreurs relevées afin qu’on puisse chercher comment les corriger. Cet état d'esprit aide à développer une fraternité et une amitié liée au partage d'une posture d’affrontement avec ses multiples formes d'ignorance : fragilités, doutes, peurs en rejetant toute forme de victimisation.

## Pratiques et exercices spirituels
Si le bonheur s'obtenait en enregistrant des discours, il serait possible d'atteindre cette fin sans avoir le souci de choisir sa nourriture ou d'accomplir certains actes. Mais puisqu’il faut changer notre vie actuelle pour une autre vie, en nous purifiant à la fois par des discours et par des actions, examinons quels discours et quelles actions nous disposent à cette autre vie.
La pratique ou ascèse est destinée à empêcher la partie inférieure de l'âme via les instincts de détourner vers elle toute l'attention qui doit  être orientée vers l'esprit, ce qui n'empêche pas bien au contraire de s'occuper d'autrui.

### Pratiquer une éthique de vie
Intégrer une école de philosophie n'a de sens que pour celui qui veut rester fidèle à la véritable idée du philosophe, c'est-à-dire partager une conduite de vie plus que des spéculations sur la vie. L’œuvre du philosophe n'étant rien d'autre que sa vie et sa mort.
« Quand vas-tu enfin commencer à vivre vertueusement ? » demandait Platon à un vieillard qui lui racontait qu'il écoutait des leçons sur la vertu.
Dans cette perspective, cela signifie que celui qui ne conforme pas sa vie à son enseignement n’est pas un véritable philosophe, les philosophes grecs différenciant la sagesse théorique (sophia) de la sagesse pratique (phronèsis) : la vraie sagesse étant la conjonction des deux. Le philosophe Pierre Hadot est resté célèbre pour une critique radicale de la philosophie théorique et un retour non moins radical à la philosophie des origines - celle-ci étant définie d'abord par la question de l'art de vivre. Il soutenait en effet que la philosophie antique, la sagesse indoue et plus généralement la philosophie tout court ne sont pas par essence à visée théorique ni à visée de connaissance,.
Ainsi dans la cité d'Athènes, Platon distinguera les philosophes des sophistes, le sophiste étant un penseur, savant ou professionnel de l'enseignement, enseignant surtout l'habileté du discours et l'art de convaincre et faisant de la sagesse un métier ce qui va le distinguer du véritable philosophe.

### Exercices spirituels
L’on reconnaît les pratiquants des écoles de philosophie au fait que quelle que soit la difficulté du temps et quels que soient les circonstances, ils pratiquent des exercices spirituels dans un chemin d’apprentissage de connaissance de soi et c’est précisément à cela que l’on reconnaît les véritables participants des écoles de philosophie.

« Une vie sans examen (de conscience) ne vaut d'être vécue ». Ce sont des pratiques volontaires et personnelles destinées à la transformation du moi, ces exercices « askesis » peuvent être mentaux, psychologiques ou physiques comme par exemple des exercices de contrôle du souffle. Il peut aussi s'agir de pratiques de concentration, méditations ou contemplation pouvant aller jusqu'à l'extase, et peut-être héritées des traditions ou rituels druidiques ou chamaniques,, certains disant avec H. Joly : 
Que Socrate a été le dernier shaman et le premier philosophe fait partie désormais des vérités anthropologiquement admises.
Dans cette perspective, la méditation et la contemplation ne sont pas connaissance abstraite mais transformation de soi.

### Maîtres et disciples
Dans l'école de philosophie, le maître de philosophie anime le groupe de disciples, prennent souvent les repas en commun mais aussi veille sur chacun d'eux. Il ne se contente pas d'enseigner mais corrige et prend souci de ses disciples et de leurs problèmes spirituels. Il s'agit plus de partager comment maîtres et disciples vivent les enseignements que de faire des commentaires sur ce qu'en pensent les commentateurs. La quête de cohérence s’établit entre la théorie et la pratique plus qu'entre les différents écrits. Le disciple étudie et met en pratique. La communauté de vie et l'exemple sont des éléments importants de la formation de la communauté Pythagoricienne, et de son prolongement dans le platonisme.
Les disciples bénéficient également de l'enseignement oral du maître réservé aux pratiquants, ainsi Platon a enseigné des doctrines qu'il s'est volontairement abstenu de transcrire dans ses dialogues et que l'on peut reconstituer grâce à différents témoignages.

## Cadre institutionnel des écoles de philosophie[21]
La volonté de pratiquer et de transmettre un art de vie et de s'inscrire dans la durée amène naturellement à créer des structures sociales adaptées à chaque époque historique. Déjà dans l'Antiquité, il existe une étroite interaction entre l'institution et la conception que l'on se fait de la philosophie, ainsi Platon dans le banquet évoque cette nécessité pour la philosophie de faire école, ce qui le conduit à ouvrir l'académie. La philosophie en tant qu'amour de la sagesse est fécondante, elle amène à semer les germes de sagesse pour « ensemencer les esprits». Cette fonction ne peut se réaliser qu'à travers une école de Philosophie proposant une initiation, un mode de vie éthique et alimentaire, ainsi que des études sur les sciences et le politique.
Les écoles, tout comme la philosophie se situant à la fois confrontées à la mêlée du monde et à la fois partageant un espace de vie protégé au sein d'une institution et de différents lieux de réunions. L'académie servant de références et de modèle aux écoles qui suivront durant plusieurs siècles.
Faire école est essentiel à la philosophie comme manière de vivre ; c'est pourquoi la philosophie, comme d'autres doctrines morales ou religieuses, s'accompagne d'un projet collectif, institutionnel permettant de partager.
Au cours des périodes classiques et hellénistique, ces Écoles sont constituées à partir d'une association de membres qui se reconnaissent un maître, le fondateur, son successeur nommé ou parfois élu selon les écoles et les époques.
Par exemple dans le droit athénien de la période classique, les associations constituaient des sujets de droit comme l'atteste leur place dans le système juridique athénien. La construction juridique des associations support s’apparentait à celle d’autres structures collectives de la cité (collèges de magistrats, médecins, fermiers...) et c’est certainement sur ce modèle juridique que se sont développées les écoles de philosophie.
Cette construction juridique défie les deux paradigmes autour desquels se définit traditionnellement le sujet de droit, celui de la personne, et celui de la représentation, ce qui explique qu’elle soit passée en grande partie inaperçue.

## Principales écoles de philosophie

### Période classique Athénienne
Lorsque le philosophe se rend compte qu'il est impuissant à apporter le moindre remède à la corruption de la cité, que peut-il faire si ce n'est pratiquer la philosophie avec d'autres ? Cette situation amène la concentration à Athènes durant la période hellénistiques de quatre écoles de philosophie  qui perdureront plusieurs siècles et qui constituent en quelque sorte le modèle de ces institutions car elles en possèdent l'ensemble des caractéristiques. Même si chaque école va se distinguer par le choix d'un mode de vie en accord avec des principes existentiels et une pédagogie particulière.
L'Académie de Platon fondée vers 387 av. J.-C. à Athènes, est la première école philosophique de l’Occident. Elle visait à former des penseurs par l’étude de la philosophie, des sciences et des mathématiques. Platon y développait notamment sa théorie des Idées. Elle a fonctionné jusqu’en 529 apr. J.-C.
Le Lycée est l’école philosophique fondée par Aristote vers 335 av. J.-C. à Athènes. Il y enseignait en marchant avec ses élèves, d’où le nom de « péripatéticien ». L’enseignement y portait sur la logique, la métaphysique, la biologie, l’éthique et la politique. Le Lycée mettait l’accent sur l’observation, la classification et la raison.
Le Jardin d’Épicure est une école philosophique fondée par le philosophe grec Épicure vers 306 av. J.-C. à Athènes. Cette école, du nom du lieu où elle se réunissait — un jardin privé — incarne une philosophie centrée sur la quête du bonheur par la recherche des plaisirs simples et l'absence de douleur.
Le Portique (ou Stoa) est l’école philosophique fondée par Zénon de Kition vers 300 av. J.-C. à Athènes. Elle tire son nom du lieu de rassemblement des disciples, la Stoa Poikilè. Les stoïciens, comme plus tard Sénèque, Épictète ou Marc Aurèle, ont influencé profondément l’éthique occidentale. 
Le cynisme qui se reconnait dans la figure de Diogène peut-il être considéré comme une école de philosophie ? Il y a discussion car s'il existe bien, une pratique, un mode de vie et une transmission de maître à disciple, cependant il n'existe pas d'enseignement et la doctrine n'est transmise que par l'exemple de leur vie. 
L’école des Sceptiques, fondée par Pyrrhon d’Élis au IVe siècle av. J.-C., prône la suspension du jugement (épochè) face aux choses, considérant qu’on ne peut atteindre la certitude. Le scepticisme tout comme le cynisme ne possède pas d'organisation scolaire ni de discours philosophique et peut être difficilement considéré comme une école de philosophie classique. 

### Autres époques
L’école pythagoricienne, fondée par Pythagore au VIe siècle av. J.-C. à Crotone (Grande-Grèce), est à la fois une école de philosophie, de mathématiques et une communauté religieuse. L'objectif est d'atteindre l’harmonie de l’âme par la connaissance, la vie vertueuse et la purification. Le monde est fondé sur l’ordre numérique – "tout est nombre" . Les pythagoriciens pratiquent des règles de vie austères, le culte de l’âme, le silence et le végétarisme. Ils ont la conviction de l' Immortalité et de la transmigration de l’âme (métempsychose). L'école a profondément influencé la philosophie platonicienne.
L’école de philosophie d’Alexandrie, active principalement entre le 1er et le 6e siècle après J.-C., était un centre intellectuel majeur de l’Antiquité tardive. Elle s’est développée dans la ville d’Alexandrie, en Égypte, un carrefour culturel et religieux important de l’époque. Elle a principalement développé et transmis le néoplatonisme, un courant influencé par Platon, mais enrichi par des apports d’Aristote, du stoïcisme et d’éléments religieux, notamment issus du christianisme. Les figures les plus connues ont été Ammonios Saccas (maître de Plotin), Plotin, fondateur du néoplatonisme (même s’il a surtout enseigné à Rome) et Hypatie d’Alexandrie (vers 370–415), philosophe et mathématicienne, figure emblématique de l’école païenne. L'école servait de lieu de transmission du savoir antique et de dialogue entre les traditions païennes, juives et chrétiennes.Elle a exercé une influence durable sur la pensée médiévale, tant dans le monde chrétien que musulman.
L’école de Chartres est un centre intellectuel majeur du XIIe siècle, lié à la cathédrale de Chartres, en France. Elle joue un rôle essentiel dans la renaissance intellectuelle médiévale, en particulier dans la redécouverte de la pensée antique. Philosophie chrétienne influencée par Platon et les néoplatoniciens, elle a pour objectif de comprendre Dieu et le monde par la raison, l’étude des textes anciens, l’harmonie entre foi et unité du savoir. Les maîtres de Chartres Bernard de Chartres, Thierry de Chartres, Guillaume de Conches ont préparé le terrain pour la scolastique en valorisant les enseignements grecs et latins redécouverts. 
L’Académie de Florence était un cercle intellectuel et philosophique qui joua un rôle crucial dans la redécouverte et la diffusion de la pensée de Platon dans l’Europe de la Renaissance. Fondée vers 1462, au sein de la cour des Médicis, dans un contexte de mécénat culturel et artistique intense à l’initiative de Cosme de Médicis qui chargea Marsile Ficin (Marsilio Ficino) de traduire les œuvres de Platon en latin. Inspirée du néoplatonisme antique (notamment Plotin), l’Académie proposait une synthèse entre Platonisme, Christianisme et humanisme avec une vision idéaliste et spirituelle de l’amour, de la beauté, de l’âme et du divin. Les figures majeures ont été Marsile Ficin : traducteur de Platon, auteur de la Théologie platonicienne ; Pico della Mirandola, célèbre pour son Discours sur la dignité de l’homme, défenseur de la liberté humaine et de la synthèse des traditions philosophiques et Lorenzo de Médicis (Lorenzo le Magnifique), protecteur du cercle académique. L’Académie a largement contribué à la Renaissance des idées antiques et à l’élaboration d’un humanisme chrétien, influençant la pensée européenne moderne. 

### Orient
Les maisons de vie (Per Ankh en égyptien) étaient des institutions et lieux d'étude et de conservation des connaissances, comparables à une bibliothèque et une école réunies. Les enseignements religieux, médicaux, magiques et scientifiques y étaient étudiés, pratiqués et transmis. Elle faisait partie intégrante des temples majeurs, notamment ceux de Karnak, Edfou ou Memphis. Les scribes y étaient formés à la lecture, à l’écriture hiératique et hiéroglyphique, et étaient initiés à diverses disciplines comme l’astronomie, la médecine, les rituels religieux et l’histoire.
L'école de philosophie Al Akbariyya est une tradition mystique et philosophique islamique fondée sur les enseignements du penseur andalou Ibn Arabi (1165-1240). Cette école met l'accent sur la compréhension ésotérique de la réalité, l'unité de l'existence (wahdat al-wujud) et la connaissance spirituelle intérieure. Elle cherche à concilier la philosophie, la théologie et la mystique soufie, en explorant la nature divine, l'âme humaine et le cosmos à travers une approche symbolique et intuitive.

Plus généralement, les Tariqas  (voies, méthodes) désignent les confréries soufies dans l'islam, dont les fidèles sont réunis autour d’un maître, figure fondatrice plus ou moins récente et de ses disciples.